# Gösta Mittag-Leffler

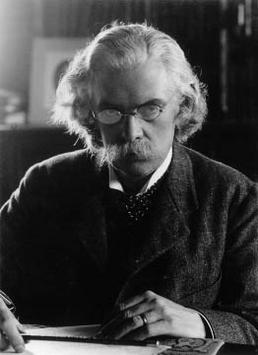
Gösta Mittag-Leffler

Magnus Gustaf (Gösta) Mittag-Leffler (Stockholm, 16 maart 1846 - Djursholm 7 juli 1927) was een Zweedse wiskundige.

## Jeugd
Gösta Mittag-Leffler werd geboren als zoon van de hoofdonderwijzer John Olof Leffler en diens vrouw Gustava Wilhelmina Mittag. Hij voegde later zijn moeders geboortenaam toe aan zijn familienaam van vaderskant. Zijn zus was de schrijfster Anne Charlotte Leffler. In 1865 begon hij te studeren aan de Universiteit van Uppsala, waar hij in 1872 zijn doctoraat behaalde.

## Loopbaan
Nog in hetzelfde jaar werd Mittag-Leffler docent aan de Universiteit van Uppsala. Om deze  post te verkrijgen moest hij drie jaren in het buitenland doorbrengen. Hij volgde in Parijs colleges aan de Parijs, in Göttingen aan de Universiteit van Göttingen en in Berlijn aan de Humboldt-Universiteit Berlijn. In 1872-1873 was hij in Uppsala tevens curator (voorzitter) van de Stockholm Natie.
Van 1877 tot 1881 was hij hoogleraar wiskunde aan de Universiteit van Helsinki. Daarna werd hij de eerste hoogleraar in de wiskunde aan de Hogeschool van Stockholm, de latere Universiteit van Stockholm. Van 1891-1892 was hij president van het college van bestuur. In 1911 ging hij met emeritaat. Na zijn pensionering ging Mittag-Leffler in zaken. Daarin had hij enige tijd succes, maar de economische ineenstorting in Europa in 1921 en 1922 kostte hem zijn fortuin.

## Lidmaatschappen
Mittag-Leffler was vanaf 1883 lid van de Koninklijke Zweedse Academie van Wetenschappen, vanaf 1878 van het Finse Genootschap van Wetenschappen en Letteren (later tot erelid benoemd) en het  Koninklijke Zweeds Fysiografisch Genootschap in Lund (1906). Hij was lid van ongeveer 30 buitenlandse wetenschappelijke verenigingen, waaronder de Royal Society van Londen (1896) en de Académie des sciences in Parijs. Hij bekleedde eredoctoraten aan de Universiteit van Oxford en een aantal andere universiteiten.

## Eerste vrouw benoemd
Mittag-Leffler was een overtuigd pleitbezorger van de rechten van de vrouw en hielp bij de benoeming van Sofia Kovalevskaja tot gewoon hoogleraar in de wiskunde in Stockholm - de eerste vrouw die ergens in de wereld in deze positie werd benoemd.

## Acta Mathematica

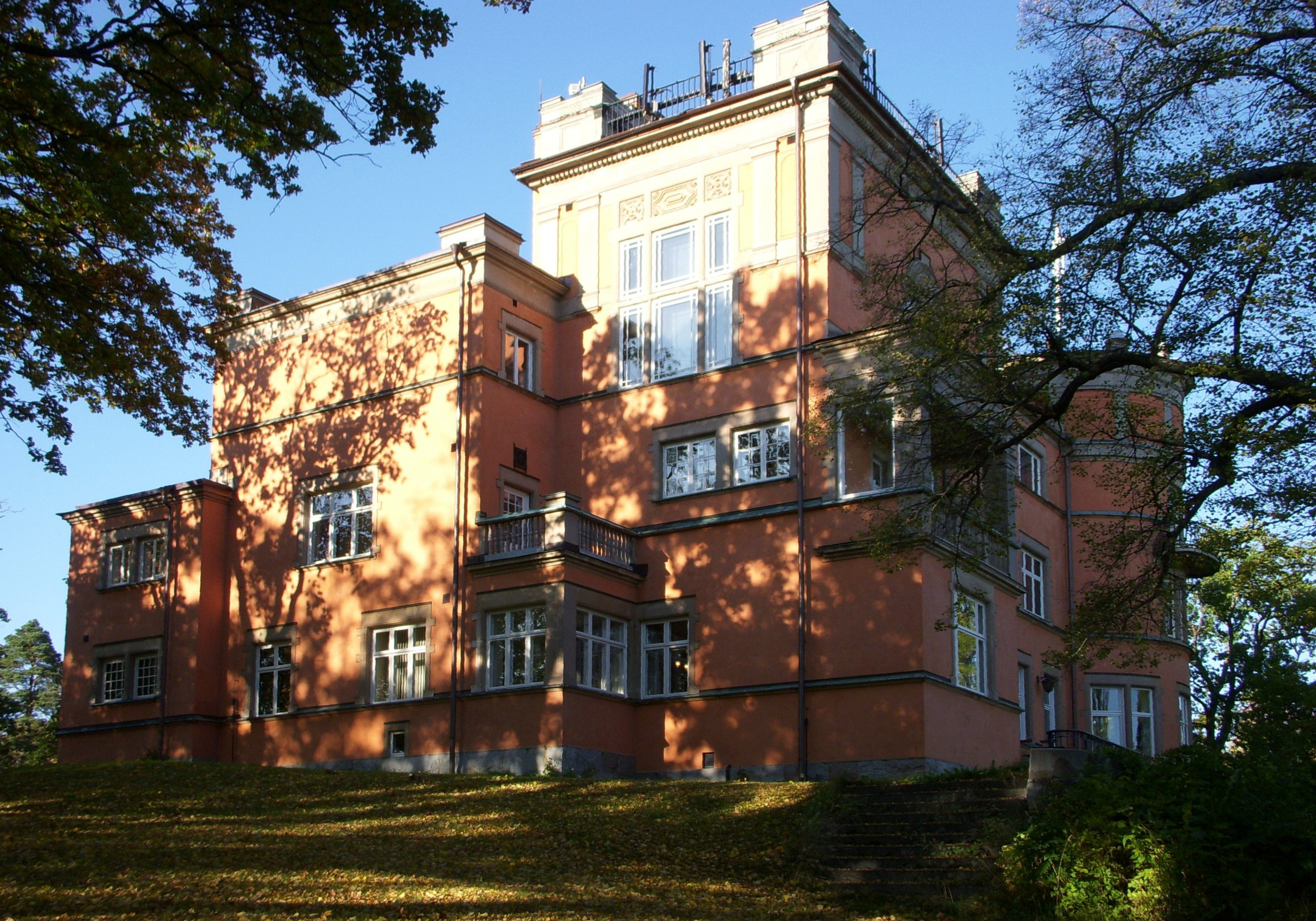
Villa Mittag-Leffler in Djursholm

Mittag-Leffler richtte in 1882 het wiskundig tijdschrift Acta Mathematica op, dat gedeeltelijk betaald werd uit het fortuin van zijn vrouw Signe Lindfors, die afkomstig was uit een zeer rijke Finse familie. Hij bouwde een uitgebreide wiskundige bibliotheek op in zijn villa in de Stockholmse buitenwijk Djursholm. Dit huis en de inhoud daarvan werden aan de Zweedse Academie van Wetenschappen gedoneerd als het Mittag-Leffler Instituut.

## Trivia
De legende dat Alfred Nobel er niet voor voelde een Nobelprijs voor de wiskunde in te stellen, omdat Mittag-Leffler zijn vrouw Signe Lindfors van Alfred Nobel had afgepakt, schijnt niet op waarheid te berusten.

## Wiskundige erfenis
- Mittag-Lefflerfunctie
- Stelling van Mittag-Leffler
- Mittag-Leffler-ster